# روث فيندلاي
روث فيندلاي (بالإنجليزية: Ruth Findlay)‏ هي ممثلة أمريكية، ولدت في 19 سبتمبر 1896 في جيرسي سيتي في الولايات المتحدة، وتوفيت في 13 يوليو 1949 في نيويورك في الولايات المتحدة.

## وصلات خارجية
- روث فيندلاي على موقع IMDb (الإنجليزية)
- روث فيندلاي على موقع قاعدة بيانات برودواي على الإنترنت (الإنجليزية)
- روث فيندلاي على موقع قاعدة بيانات الفيلم (الإنجليزية)